# Северная свадьба (учения)
«Северная свадьба»(«Northern Wedding») — серия масштабных военно-морских учений НАТО времён Холодной войны, предназначенные для проверки способности НАТО перевооружать и пополнять запасы в Западной Европе в случае войны со странами «Варшавского договора».

## Цель учений
В 1978 году они были описаны как «проводимые каждые четыре года». Учения проводились в целях проверки использования возможностей союзников для усиления Западной Европы в случае нападения Восточного блока.

## Ход учений и участники

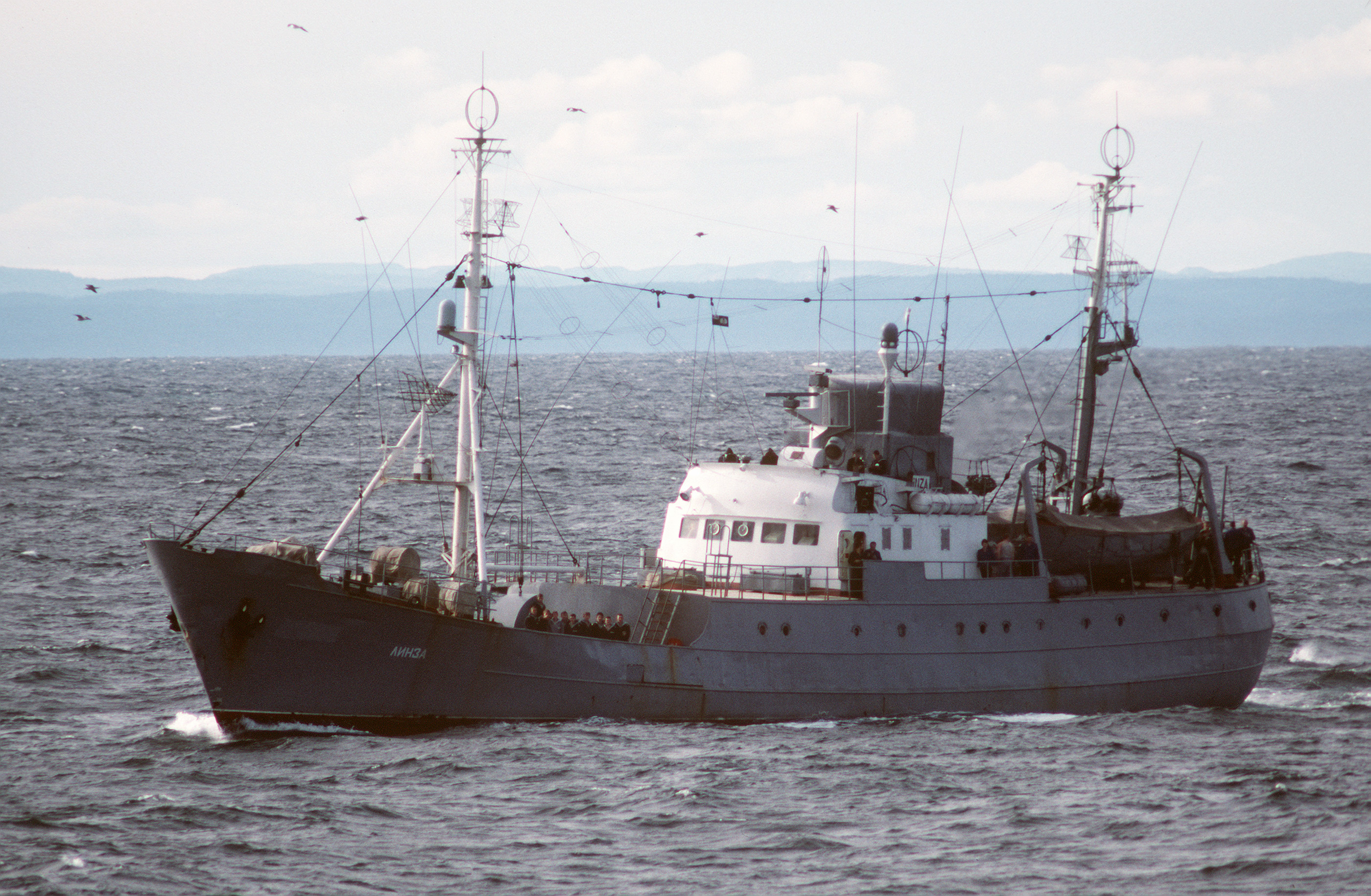
Советский разведывательный корабль «Линза» наблюдает за учениями НАТО «Северная свадьба-86»

Первыми в серии стали учения «Северная свадьба-70», в них приняли участие авианосцы КВМФ Великобритании и нидерландская подводная лодка «Долфейн», последующие учения проводились в 1972 и 1974 годах.
Учения «Северная свадьба-78» проходили с 4 по 18 сентября 1978 года, в них принимали участие 40 тысяч человек, 22 подводные лодки, 800 самолётов, 9 стран. В ходе учений состоялось две высадки морского десанта, одна на Шетландских островах и вторая в Дании.
Авианосец США USS Forrestal (CV-59) после короткой остановки в Пальме (24-28 августа 1978 года), покинул Средиземное море, направившись в Атлантику, Северное и Норвежское моря, чтобы принять участие в масштабных учениях «Northern Wedding» (4-18 сентября). По пути он зашел в военно-морскую базу Рота в Испании.
Форрестол и британский авианосец HMS Ark Royal (R09) возглавляли отдельные оперативные группы, имевшие целью получение контроля над морем и развёртывание авиагрупп для поддержки высадки морского десанта на Шетландских островах и полуострове Ютландия в Дании. Штормовое море и сильные ветры, однако, привели к сокращению лётных операций на первом этапе учений. В дальнейшем условия в суровом северном климате улучшились, но не настолько, чтобы позволить кораблю и его авиакрылу выполнять запланированные задачи. Профессионализм и преданность выполнению своих задач, которые продемонстрировали британцы и канадцы, особенно впечатлили членов американского экипажа, которые отметили гордость этих конкретных союзников не в одном отчете. Вице-адмирал Уэсли Л. Макдональд, командующий Вторым флотом, 9 сентября дал пресс-конференцию для группы американских и международных журналистов в боевой рубке авианосца, довольно подробно описав значение учений, которые обычно проводятся раз в четыре года, в подготовке союзников к отражению советского нападения на Запад. После завершения учений корабль вернулся в Средиземное море, сделав остановку в испанском порту Малага (22-27 сентября).
В учениях «Северная свадьба-82», прошедших в августе-сентябре 1982 года и включавших два десантирования на побережье, приняли участие 160 кораблей и 250 самолётов.
Учения «Северная свадьба-86» стали последними в серии, они включали десантную высадку в Норвегии. Во время этих учений произошло крушение вертолёта CH-46, взлетевшего с борта USS Saipan и рухнувшего в море в 60 милях от Бодо, Норвегия. На борту находился 21 военнослужащий США, в том числе четыре члена экипажа.